# Grzyby wodne

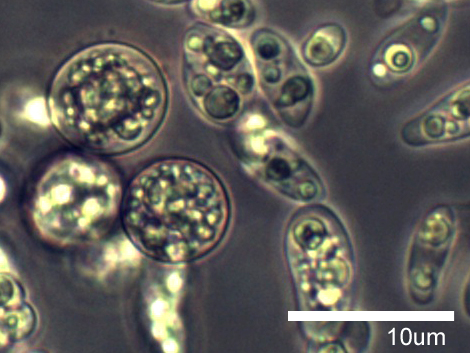
Amoebidium parasiticum, pasożyt zwierząt wodnych

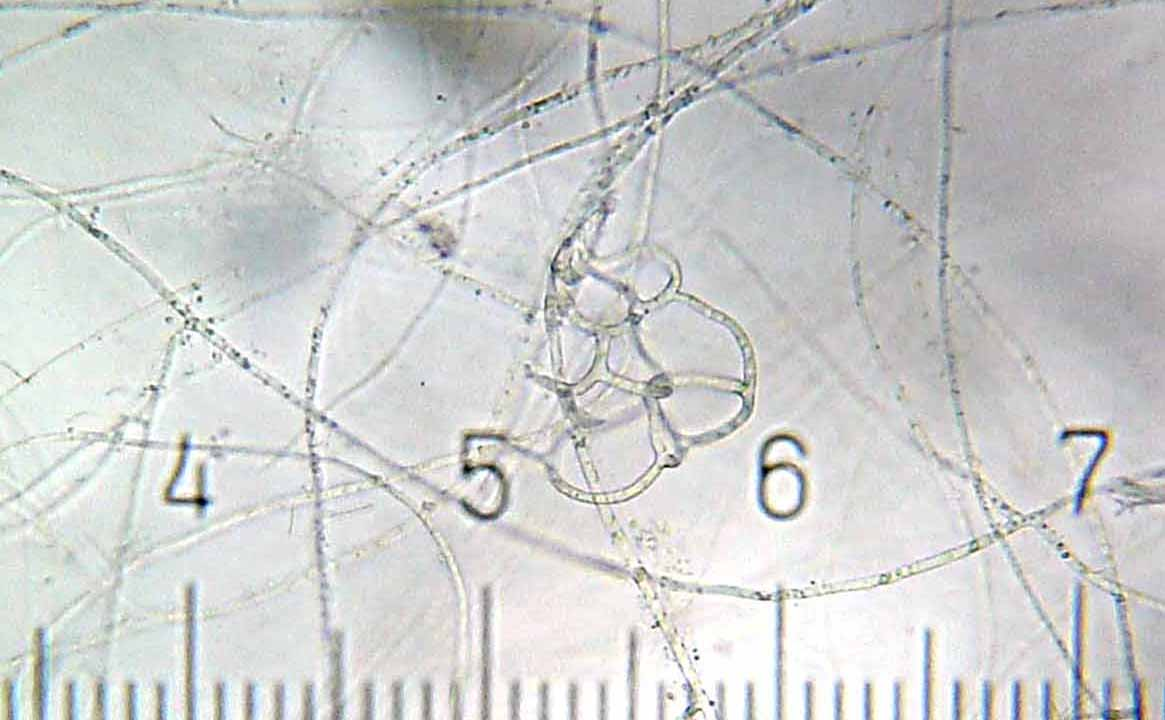
Lepkie nici Arthrobotrys candida polującego na organizmy wodne

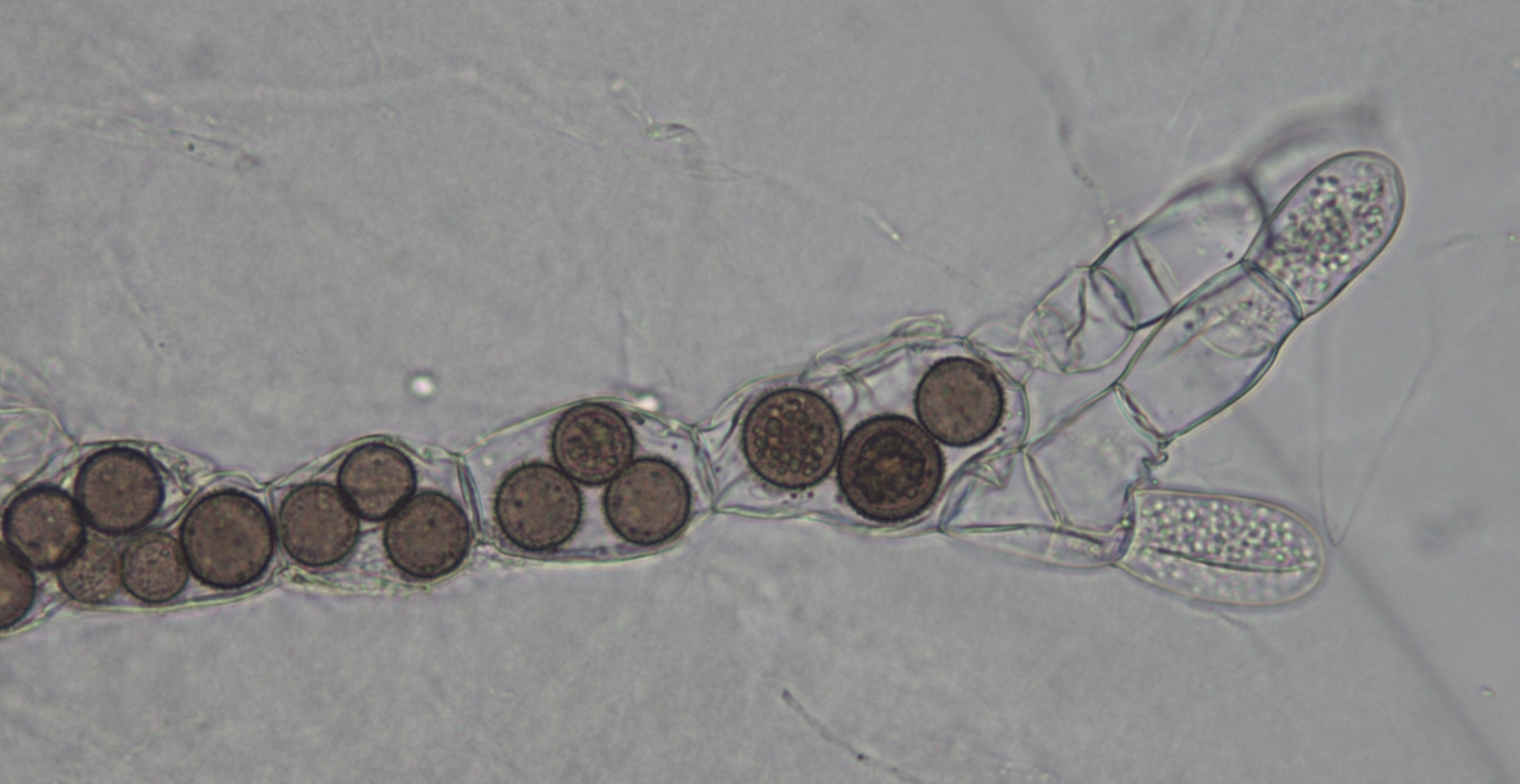
Pasożytnicza Rozella allomyces

Grzyby wodne – grzyby, które występują przeważnie lub wyłącznie w środowisku wodnym. Ich badaniem zajmuje się hydromykologia.
Mykobiota grzybów wodnych nie jest jeszcze dokładnie zbadana. Do 1979 r. opisano ich ponad 1000 gatunków, ale liczba ta ciągle się zmienia wskutek prac hydromykologów. Grzyby wodne należą do kilku jednostek taksonomicznych. Tylko bardzo nieliczne gatunki to podstawczaki (Basidiomycota). Liczna ich grupa należy do skoczkowców (Chytridiomycota), część do workowców (Ascomycota). W wodach żyją także liczne gatunki grzybopodobnych lęgniowców (Oomycota) dawniej zaliczanych do grzybów, obecnie do odrębnego królestwa chromistów, jednak często omawianych wraz z grzybami. Ze względu na makroskopowe podobieństwo do pleśni wodnych potocznie grzybem ściekowym nazywa się także występujące w zanieczyszczonych wodach widoczne gołym okiem nitkowate kolonie bakterii, zwłaszcza Sphaerotilus natans. Nazwa ta jest nieprecyzyjna i bywa odnoszona również do kolonii lęgniowca Leptomitus lacteus.
Nieliczne gatunki grzybów wodnych (np. Leptomitus lacteus) rozwijają się dzięki substancjom organicznym, które pobierają wprost z wody. Większość grzybów wodnych jest związana z roślinami i zwierzętami wodnymi lub znajdującą się w wodzie martwą materią organiczną. Obecność grzybów wodnych w naturalnych siedliskach, ich aktywność życiowa i rola w zbiornikach wodnych, zależą od działania dużej liczby czynników środowiskowych oraz od reagowania na nie różnych gatunków grzybów. Czynniki środowiskowe regulujące aktywność mykobioty wód mogą być związane z wodą, z podłożem lub żywicielem, na którym lub w którym rozwija się grzyb lub z oddziaływaniem innych organizmów występujących w tym samym biotopie. Lista zwierząt wodnych, z których wyizolowano grzyby wodne jest długa: małże, krewetki, równonogi, obunogi, kraby, gąbki, jeżowce, wieloszczety, ryby, delfiny, wieloryby, pingwiny, mewy i rybitwy i niewątpliwie byłaby dłuższa, gdyby badań było więcej. Zidentyfikowane grzyby zwykle występują w wodzie, ale nie zawsze. Na przykład niektóre grzyby drożdżopodobne, takie jak gatunki z rodzaju Metschnikowia, są chorobotwórcze dla skorupiaków planktonowych, powodują infekcję i ostateczna śmierć ryb.
Na biologię grzybów wodnych mają wpływ takie właściwości wody jak: jej ruchliwość, ilość, ciągłość przestrzenna i czasowa, chemizm, natlenienie, temperatura, ciśnienie, naświetlenie.

## Znaczenie
Grzyby wodne pełnią ważną rolę w akwenach.
- Biorą udział w biologicznym rozkładzie (zarówno na drodze tlenowej, jak i beztlenowej) materii organicznej pochodzenia roślinnego i zwierzęcego. Część pierwiastków (pobranych z rozkładu martwej materii organicznej) wprowadzają do obiegu w przyrodzie[6].
- Są regulatorami liczebności niektórych organizmów planktonowych[6].
- Grzyby saprofityczne rozkładają wiele związków organicznych, opornych na mineralizację dla większości bakterii, co jest bardzo ważne dla procesu samooczyszczania się wód. Niektóre z metabolitów grzybów mogą jednak nadawać wodzie nieprzyjemny zapach[8].
- Niektóre są pasożytami ryb, mięczaków i innych zwierząt wodnych[6].
- Grzyby i lęgniowce wodne, często wraz z bakteriami i glonami, mogą masowo występować w wodach zanieczyszczonych ściekami zawierającymi materię organiczną. Mogą być wykorzystane do oznaczania czystości wód. Wskaźnikami warunków α-mezosaprobowych są m.in. Leptomitus lacteus, Mucor racemosus i Fusarium aquaeductuum[9].

## Podział grzybów wodnych
W zależności od rodzaju zasiedlanych podłoży, grzyby wodne dzieli się na kilka grup:
- grzyby saprotroficzne. Rozwijają się na martwych szczątkach roślin i zwierząt oraz na podłożu organicznym pochodzenia przemysłowego (np. papier). Zaliczane są do nich grzyby należące do różnych grup taksonomicznych[6]
- grzyby koprofilne. Stanowią grupę grzybów saprotroficznych żyjących na odchodach zwierząt wodnych. Większość gatunków to lęgniowce, pozostałe należą głównie do skoczkowców[2]
- grzyby wodne pasożytujące na glonach. Spotykane są wśród: Olpidiales, Chytridiales, Blastocladiales, Hyphochytriales, Lagenidiales. Należą do nich liczne gatunki Saprolegniaceae (np. Aphanomyces phycophilus), Pythiaceae. Nie ma w tej grupie workowców ani grzybów niedoskonałych[6].
- grzyby nagrzybne pasożytujące na grzybach: Woronina, Rozella, Skirgiellia, Rozellopsis[6]
- grzyby związane ze zwierzętami wodnymi. Większość wodnych bezkręgowców (pierwotniaków, obleńców, płazińców) ma specyficzną mykobiotę. Jamochłony nie są atakowane przez grzyby[6]
- grzyby drapieżne. Wyłapują ze swojego otoczenia zwierzęta (bezkręgowce), które są ich ofiarami. W tym celu wykształciły specjalne wypustki chwytne (Sommerstorffia spinosa), strzępki ze ssawkami (Zoopage phanera), lepkie sieci. Grzyby drapieżne należą do Zoopagales i grzybów niedoskonałych. Wyróżnia się wśród nich endopasożyty rozwijające się wewnątrz komórek, w jamie ciała żywiciela lub w jego przewodzie pokarmowym, oraz ektopasożyty rozwijające się np. na jajach płazińców[10].

Do grzybów wodnych należy także nieliczna grupa porostów wodnych (Lichenes).